# Cyclops (truyện tranh Marvel)
Cyclops (Scott Summers), một siêu anh hùng hư cấu xuất hiện trong truyện tranh Mỹ được xuất bản bởi Marvel Comics và là một trong những thành viên sáng lập của nhóm X-Men. Nhân vật được tạo bởi Stan Lee và Jack Kirby, lần đầu tiên xuất hiện trong truyện tranh The X-Men.
Cyclops là thành viên của nhóm người đột biến, sinh ra với khả năng siêu phàm. Cyclops có thể phát ra những tia năng lượng mạnh mẽ từ đôi mắt của mình, nhưng anh không thể điều khiển chúng mà không có sự trợ giúp của kính mắt đặc biệt dành riêng. Anh được biết đến là một trong số thủ lĩnh chính của thế hệ X-Men đầu tiên, một nhóm các anh hùng đột biến đấu tranh cho hòa bình và bình đẳng giữa người đột biến và con người.
Một trong những nhân vật nổi bật nhất của Marvel, Năm 2006, Cyclops được IGN.com xếp hạng 1 trong "Top 25 X-Men hàng đầu" trong bốn mươi năm qua, và thứ 39 trong "top 100 anh hùng truyện tranh hàng đầu" năm 2011. Năm 2008, Tạp chí Wizard cũng xếp Cyclops thứ 106 trong "top 200 nhân vật truyện tranh vĩ đại nhất mọi thời đại" Trong một cuộc thăm dò năm 2011, độc giả của Comic Book Resources đã bầu chọn Cyclops đứng thứ 9 trong bảng xếp hạng các nhân vật Marvel hàng đầu năm 2011.